# Østfold
| Tôn giáo ở Østfold | Tôn giáo ở Østfold | Tôn giáo ở Østfold | Tôn giáo ở Østfold | Tôn giáo ở Østfold |
| ------------------ | ------------------ | ------------------ | ------------------ | ------------------ |
| religion           | religion           |                    | percent            | percent            |
| Công giáo          | Công giáo          |                    | 85.74%             | 85.74%             |
| Không tôn giáo     | Không tôn giáo     |                    | 11.19%             | 11.19%             |
| Hồi giáo           | Hồi giáo           |                    | 2.55%              | 2.55%              |
| Phật giáo          | Phật giáo          |                    | 0.42%              | 0.42%              |
| Khác               | Khác               |                    | 0.10%              | 0.10%              |

Østfoldⓘ là một hạt ở tây nam Na Uy, giáp với Akershus và tây nam Thụy Điển (hạt Västra Götaland và Värmland), còn Buskerud và Vestfold tọa lạc ở phía kia của vịnh. Thủ phủ hạt đóng ở Sarpsborg, còn Fredrikstad là thành phố lớn nhất.
Nhiều cộng đồng công nghiệp nằm ở đây. Moss và Fredrikstad có các nhà máy đóng tàu. Các mỏ đá granit nằm ở Østfold, đã granite từ đó đã được Gustav Vigeland sử dụng.